# Sessibugula barrosoi
Sessibugula barrosoi is een mosdiertjessoort uit de familie van de Bugulidae. De wetenschappelijke naam van de soort is voor het eerst geldig gepubliceerd in 1994 door Lopez de la Cuadra & Garcia-Gomez.